# JSP (企業)
株式会社JSPは、東京都千代田区に本社を置く、発泡プラスチックの製造・販売を行う、日本の化学メーカー。三菱ガス化学の連結子会社である
。

## 概要
1962年にポリスチレンペーパー事業にて創業。2003年には、三菱化学系列の三菱化学フォームプラスティックを合併した。
発泡プラスチック製造の国内大手であり、バンパーなどの自動車用資材から、精密機器運搬用の緩衝容器、食品容器、住宅用資材など、幅広く手掛けている。

## 沿革
- 1962年 - 日本スチレンペーパー株式会社を設立。
- 1963年 - 平塚工場が操業開始。
- 1971年 - 鹿沼第一工場が操業開始。
- 1980年 - 鹿沼第二工場が操業開始。
- 1986年 - 北海道スチレンペーパー株式会社、新宮スチレンペーパー株式会社、九州スチレンペーパー株式会社を吸収合併。
- 1989年 - 株式会社JSPへ改称。
- 1990年 - 東京証券取引所第2部上場。鹿沼研究所を開設。
- 1991年 - 四日市工場が操業開始。
- 1994年 - 鹿沼第三工場を開設。
- 1999年 - 鹿沼第四工場が操業開始。
- 2003年 - 三菱化学フォームプラスティック株式会社を吸収合併。
- 2004年 - 鹿沼第五工場が操業開始。
- 2005年 - 東京証券取引所第1部指定替え。
- 2006年 - 平塚工場閉鎖。鹿沼第一工場へと統合。
- 2014年 - 三菱ガス化学株式会社の連結子会社となる。